# Antonio Ghezzi

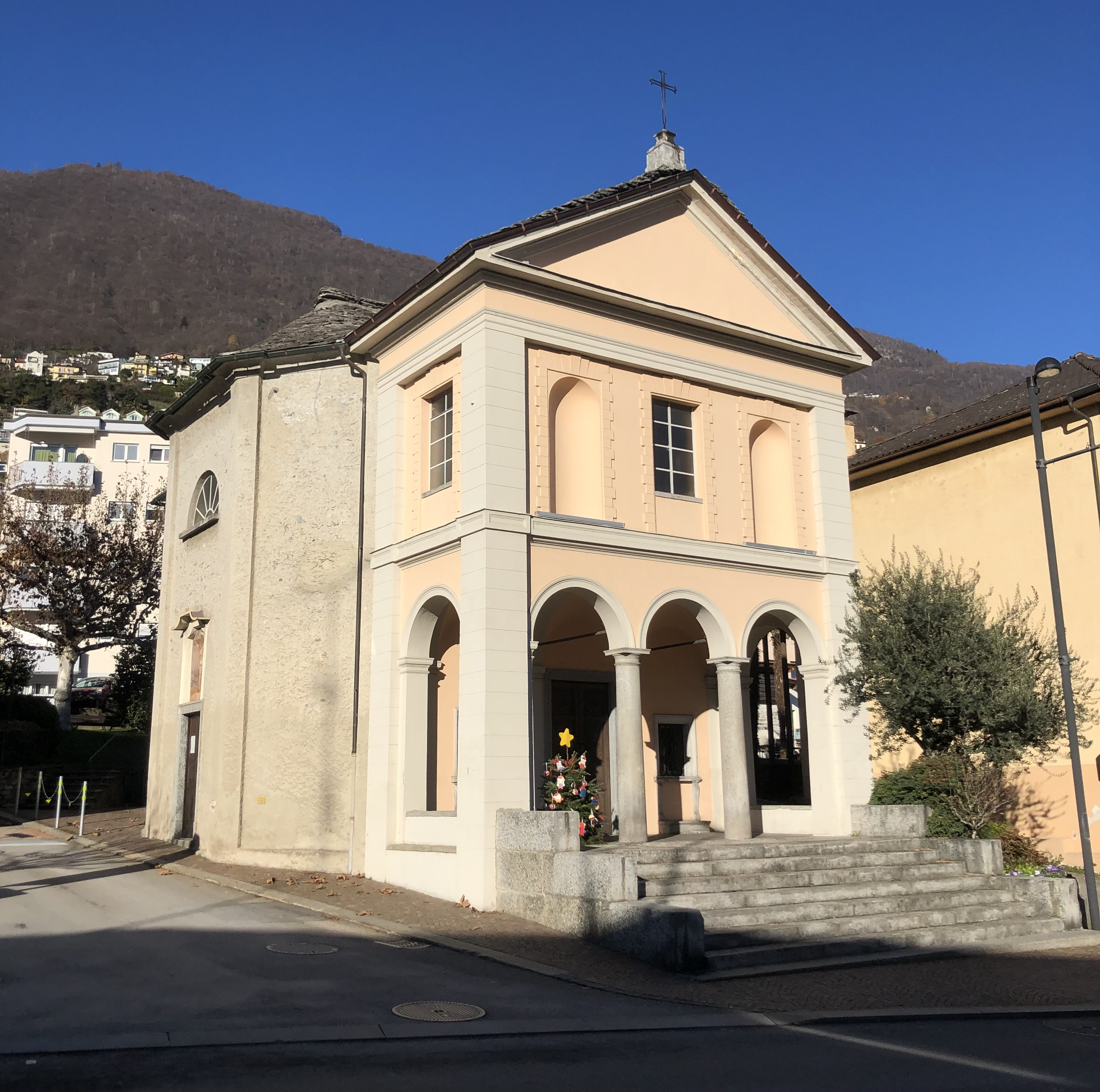
Oratorio del Crocifisso, Minusio

Antonio Ghezzi (Lamone, 1824 – Tenero, 1884) è stato un architetto e ingegnere svizzero.

## Biografia
Nasce a Lamone da Giuseppe e Angela Soldati. Frequenta gli studi accademici in Italia, fu allievo dell'architetto Giacomo Moraglia. Dopo aver lavorato in Spagna torna in Ticino occupandosi della costruzione ed il restauro di alcune chiese. Deputato nel Gran Consiglio ticinese dal 1867 fino al 1893.
Nel 1852 riceve l’incarico di edificare la chiesa di Sonogno dedicata a Santa Maria Laurentana, terminata nel 1854. Nel 1863 costruisce la facciata ad archi del Collegio Rosmini a Stresa. Nel 1866 l'Oratorio del Crocifisso a Minusio e nel 1871 l'oratorio San Giuseppe di Minusio, in località Mondacce.